# Pidhorivka, Kozelșciîna
Pidhorivka (în ucraineană Підгорівка) este un sat în așezarea urbană Kozelșciîna din regiunea Poltava, Ucraina.

## Demografie
Componența lingvistică a localității Pidhorivka
     Ucraineană (94,81%)
     Rusă (5,19%)
Conform recensământului din 2001, majoritatea populației localității Pidhorivka era vorbitoare de ucraineană (94,81%), existând în minoritate și vorbitori de rusă (5,19%).